# Jurassic Park: The Game
Jurassic Park: The Game je název počítačové hry společnosti Telltale Games, která byla uvedena na trh v roce 2012. Jde o epizodickou, několikadílnou hru s postupně se odvíjejícím dějem, nahlíženým z pohledu třetí osoby. Hra je založena na původních událostech filmu Jurský park z roku 1993. Zpráva o realizaci hry byla poprvé zveřejněna v červnu 2010.
Děj hry navazuje částečně na události, známé ze Spielbergova filmu Jurský park. Hlavní postavou hry je veterinář Gerry Harding, starající se o zdraví dinosaurů v parku. Další významnou postavou je jeho dcera, která se již ve filmu neobjevila. Děj začíná krátce poté, kdy v parku dojde k vypnutí bezpečnostních opatření, včetně elektrických plotů kolem dinosauřích výběhů. Nebezpečná situace vznikne vinou počítačového experta Dennise Nedryho, který chce ukrást dinosauří embrya a prodat je konkurenční biotechnologické společnosti. Nedry je ve hře zmíněn a jedním z hlavních dějových uzlů je právě plechovka s embryi, kterou Nedry ztratil při potyčce s dilofosaurem. Ve hře se objevuje několik druhů dinosaurů známých i z filmu, například Tyrannosaurus rex, Compsognathus, Parasaurolophus, Triceratops, Velociraptor a zcela nový druh nočního dravého dinosaura Troodon a mořský plaz Tylosaurus. Dále se zde objeví i dravý triasový dinosaurus Herrerasaurus vyskytující se v oblasti horské dráhy s názvem Bone Shaker (Kostitřas), která nebyla ve filmu k vidění a verze pteranodona z Jurského parku 3.
Hra není založena na akci a střílení, důraz je kladen spíše na příběh. Důležité bude rozhodování hráče, které může ovlivnit také odvíjení příběhu. Některé scény vyžadují rychlou reakci a rozhodování v kritické chvíli. Hráč může být při špatném rozhodnutí zabit a musí začínat znovu. Hra je určena pro PC, Mac a zřejmě i Xbox 360 a PlayStation 3.